# Jan Obrąpalski
Jan Obrąpalski (ur. 13 lipca 1881 w Warszawie, zm. 14 grudnia 1958 w Wiśle) – polski inżynier energetyk, profesor na Wydziale Elektrycznym Politechniki Śląskiej, pionier polskiej myśli technicznej na Górnym Śląsku i Zagłębiu Dąbrowskim w dziedzinie energetyki.

## Życiorys
Urodził się 13 lipca 1881 roku w Warszawie. W 1899 roku ukończył gimnazjum klasyczne w Kielcach (późniejsze I Liceum Ogólnokształcące im. Stefana Żeromskiego w Kielcach), natomiast w 1904 roku studia na Wydziale Mechanicznym Instytutu Technologicznego w Petersburgu, uzyskując tytuł inżyniera. Po odbyciu rocznej praktyki monterskiej na terenie Zagłębia Dąbrowskiego studiował przez dwa latach elektrotechnikę i termodynamikę na Politechnice Berlińskiej (niem. Technische Hochschule).
W 1908 roku zaczął pracę jako inżynier przy montażu maszyn i urządzeń elektrycznych w firmie Siemens w Sosnowcu, a w 1911 roku w Towarzystwie Górniczym „Saturn” w Czeladzi, któremu podlegały wtedy kopalnie węgla kamiennego „Jowisz” i „Saturn” oraz cementownia „Saturn” w Grodźcu. Przeszedł tam wszystkie szczeble administracji technicznej, aż do kierownika Wydziału Elektromechanicznego i członka dyrekcji. Jego zespół zaprojektował i zbudował elektrownię kopalni „Jowisz”, będącą wówczas jedną z największych i najlepiej zaprojektowanych elektrowni przemysłowych.
W 1924 roku rozpoczął pracę dydaktyczną na Wydziale Elektrycznym Politechniki Warszawskiej, obejmującą wykłady z elektrotechniki górniczo-hutniczej i napędów. W 1928 roku uzyskał tytuł docenta, a w roku akademickim 1929/1930 habilitację. Wykładał także w latach 1936–1939 na Wyższym Studium Nauk Społeczno-Gospodarczych w Katowicach (późniejszy Uniwersytet Ekonomiczny w Katowicach).
W 1927 roku został dyrektorem Stowarzyszenia Dozoru Kotłów Parowych w Katowicach, które przekształcił z instytucji o charakterze nadzorczym w placówkę naukowo-badawczą posiadającą oprócz działów kotłowego i elektrotechnicznego także dział cieplny i laboratorium chemiczne. W latach 1928–1932 pełnił funkcję prezesa zarządu Śląskiego Instytutu Rzemieślniczo-Przemysłowego w Katowicach. W 1929 roku był członkiem zarządu głównego Stowarzyszenia Elektryków Polskich, a w kadencji 1934–1935 był jego prezesem. Od 1935 roku działał w Centralnej Komisji Normalizacji Elektrycznej, a w 1939 roku został jej przewodniczącym. Prowadził również działalność związaną ze szkoleniem kadr młodych polskich inżynierów dla górnośląskiego przemysłu. Jergo uczniami byli m.in. późniejsi profesorowe: Lucjan Nehrebecki, Andrzej Kamiński czy Stanisław Andrzejewski.
Po wybuchu II wojny światowej, chwilę przed wkroczeniem Niemców do Katowic udało mu się wydostać z miasta. Ostatecznie schronił się w Warszawie, gdzie nawiązał kontakt z działającym w konspiracji wiceprezesem Stowarzyszenia Elektryków Polskich Kazimierzem Szpotańskim. Zorganizował w porozumieniu z nim zespół, który opracował Program Elektryfikacji Polski. Było to jedno z pierwszych tego typu opracowań na skalę Europy.
Na początku 1945 roku powrócił do Katowic. Brał udział w odbudowie struktur Stowarzyszenia Elektryków Polskich. W marcu tego samego roku został członkiem tymczasowego zarządu głównego, pełniąc tę funkcję do I Walnego Zjazdu Delegatów Stowarzyszenia Elektryków Polskich w Warszawie w 1947 roku.
W 1946 roku został profesorem kontraktowym na Wydziale Elektrycznym Politechniki Śląskiej, na której zorganizował pierwszą w Polsce Katedrę Energetyki. W 1948 roku został profesorem nadzwyczajnym, natomiast w 1956 roku otrzymał nominację na profesora zwyczajnego i został kierownikiem Katedry Elektryfikacji Zakładów Przemysłowych, powstałej z połączenia Katedry Energetyki i Katedry Napędu Elektrycznego. Współpracował z Głównym Instytutem Górnictwa, latach 1957–1958 brał udział w pracach Komitetu Elektryfikacji Polski, a także działał Państwowej Rady Energetycznej.
Zmarł 14 grudnia 1958 roku w Wiśle. Pochowany został na cmentarzu Rakowickim w Krakowie.

## Działalność naukowa
Jego dorobek naukowy obejmuje kilkadziesiąt artykułów publikowanych m.in. w Przeglądzie Elektrotechnicznym, Techniku czy Technice Cieplnej. Był także autorem siedmiu książek. Dwie z nich, Maszyny wyciągowe i Gospodarka energetyczna, mały po trzy wydania (poprawiane i unowocześniane).
Należał do grupy naukowców, która potrafiła powiązać proces dydaktyczny z doświadczeniami z przemysłu, a także łączyć technikę z ekonomią. Podczas pracy na Górnym Śląsku w drugiej połowie lat 30. XX wieku poświęcał się problematyce metodyki analizowania i tworzenia koncepcji i planów elektryfikacji kraju oraz planowania rozwoju elektroenergetyki i tworzenia krajowych systemów elektroenergetycznych. Ponadto zajmował się tematyką spalania w elektrowniach węgli niskokalorycznych i torfu.

## Życie prywatne
Pochodził z rodziny Erazma i jego drugiej żony Marii z domu Siemiradzka. Erazm był inżynierem komunikacji i budowniczym kolei na terenie Cesarstwa Rosyjskiego, a Maria pisarką i tłumaczką literatury włoskiej, a także siostrą malarza Henryka Siemiradzkiego.
Był żonaty z Gabrielą z domu Ostromęcka. Miał dwóch synów: Tadeusza i Jana. Tadeusz Obrąpalski poślubił Annę z domu Kwiatkowska, córkę wicepremiera Polski Eugeniusza Kwiatkowskiego.

## Odznaczenia
- Krzyż Kawalerski Orderu Odrodzenia Polski (dwukrotnie: 1937 i 1955)[2]

## Upamiętnienie
- Aula im. profesora Jana Obrąpalskiego na Wydziale Elektrycznym Politechniki Śląskiej wraz z tablicą pamiątkową[10],
- Rondo profesora Jana Obrąpalskiego w Katowicach, na terenie dzielnicy Kostuchna[11].

W 2006 roku Stowarzyszenie Elektryków Polskich ustanowiło Medal Honorowy im. profesora Jana Obrąpalskiego. Przyznawany on jest za zasługi, osiągnięcia i działalność w dziedzinie elektryki.